# Инзер (станция)
Инзе́р (баш. Инйәр) — станция стыкования родов тока, расположенная на линии Уфа — Магнитогорск — Карталы. Используется для смены электровозов постоянного тока Куйбышевской дороги на электровозы переменного тока Южно-Уральской дороги, а также для обработки грузовых поездов и обслуживания пассажиров. На станции есть пункт технического обслуживания локомотивов — филиал сервисного локомотивного депо Дёма ООО «СТМ-сервис», и филиал эксплуатационного локомотивного депо Дёма КБШ ЖД.